# (1662) Hoffmann
(1662) Hoffmann ist ein Asteroid des Hauptgürtels, der am 11. September 1923 vom deutschen Astronomen Karl Wilhelm Reinmuth in Heidelberg entdeckt wurde.
Der Asteroid trägt den Namen von Irmtraud Hoffmann, einer Schwiegertochter des Entdeckers.